# John Levén

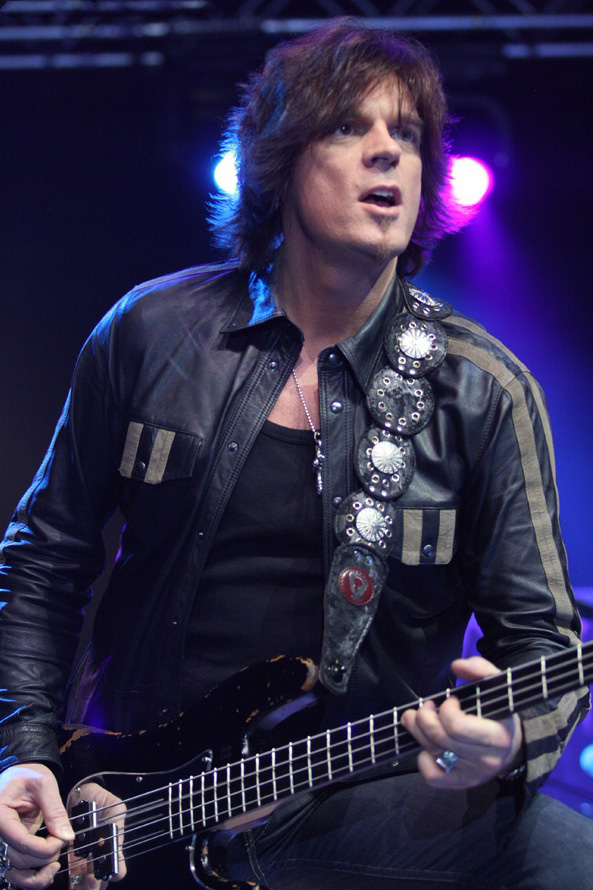
John Levén 2009

John Levén, född 25 oktober 1963 i Stockholm, är en svensk musiker, basist, mest känd som basist i det svenska rockbandet Europe. Levén blev medlem i Europe 1981, och han spelar där än idag. Levén har medverkat på alla Europes skivor hittills.

## Diskografi

### Europe
- Europe (1983)
- Wings of Tomorrow (1984)
- The Final Countdown (1986)
- Out of This World (1988)
- Prisoners in Paradise (1991)
- Start from the Dark (2004)
- Secret Society (2006)
- Almost Unplugged (2008)
- Last Look at Eden (2009)
- Bag of Bones (2012)
- Walk the Earth (2017)

### Övriga
- Glenn Hughes - From Now On... (1994)
- Glenn Hughes - Burning Japan Live (1994)
- Thin Lizzy Tribute - The Lizzy Songs (1995)
- Johansson Brothers - Sonic Winter (1996)
- Brazen Abbot - Eye of the Storm (1996)
- Clockwise - Nostalgia (1996)
- Brazen Abbot - Bad Religion (1997)
- Clockwise - Naïve (1998)
- Southpaw - Southpaw (1998)
- Thore Skogman - Än Är Det Drag (1998)
- Nikolo Kotzev - Nikolo Kotzev's Nostradamus (2001)
- Brazen Abbot - Guilty as Sin (2003)
- Last Autumn's Dream - Last Autumn's Dream (2003)
- Impera - Spirit of Alchemy (2020)

## Videografi
- Greatest Hits - The Videos
- Live From The Dark  (2005)
- 20th Anniversary Edition - The Final Countdown Tour 1986. (2006)

## Fotnoter
1. ↑  Discogs, Discogs artist-ID: 420717, läst: 9 oktober 2017.[källa från Wikidata]